# That Certain Feeling (lied)
That Certain Feeling is een lied van George Gershwin uit de musical Tip-Toes (1925) op tekst van Ira Gershwin. Het lied werd voor het eerst gezongen in een duet door Queenie Smith en Allen Kearns tijdens de première in Washington op 24 november 1925. Het lied wordt ook gezongen door Gene Kelly en Leslie Caron in de film An American In Paris uit 1951. Veel jazzartiesten hebben het lied gecoverd.

## Bijzonderheden
Het is een sentimentele liefdesverklaring tussen de personages "Tip-Toes" Kaye en Steve.
Een belangrijk effect in de muziek en de tekst is de achtste rust gevolgd door de achtste noot in de derde maat en de zevende maat van het refrein (A-gedeelte). Als de rust niet in acht wordt genomen is het effect weg en krijgen de woorden evenveel waarde:

The first time I met you.

I could not forget you.

I’ve got what they call love, etc.

moet klinken (en gezongen worden) als:

(rust) Thefirst time I met you

(rust) Icould not forget you

(rust) I’vegot what they call love, etc.

## Kenmerken muziek
Het lied heeft de liedvorm: (intro) A-A-B-A. De toonsoort is Es-majeur, de maatsoort 44 en het tempo is moderato semplice.

Eerste acht maten (A-gedeelte) van 'That Certain Feeling':

## Vertolkers[4]
- Ella Fitzgerald
- De Gevleugelde Vrienden
- Maywood
- Dave Grusin
- Eric Marienthal
- John Patitucci
- Dave Weckl
- Gary Burton
- Lee Ritenour
- Mitzi Gaynor
- Joséphine Baker
- Louis van Dijk
- George Feyer
- Fred Elizalde
- Gene Kelly
- Leslie Caron
- Chris Connor
- Karin Krog
- Ran Blake
- Dorothy Dickson
- Joanna MacGregor
- Claudio Casanova
- Alan Feinberg
- Victor Silvester
- Cologne Dream Band
- Layton & Johnstone
- Bert Firman
- Billy Novick
- Nina Simone
- Paul Whiteman
- Tennessee Happy Boys Vocale
- Wiéner & Doucet
- Guy van Duser
- Angela Brownridge
- Peter Donohoe
- Massimiliano Damerini
- Leonard Pennario
- François-Joël Thiollier
- Harmonie Ensemble New York
- Ivar Anton Waagaard
- Richard Rodney Bennett
- Margaret Fingerhut
- André Watts
- David Lively
- Anna-Stella Schick
- Andrejs Osokins
- Andrew Litton
- Jack Gibbons
- Lincoln Mayorga